# Nymphon banzare
Nymphon banzare är en havsspindelart som beskrevs av Gordon, I. 1944. Nymphon banzare ingår i släktet Nymphon och familjen Nymphonidae. Inga underarter finns listade i Catalogue of Life.